# Taquara
Taquara é a denominação comum a várias espécies de gramíneas nativas da América do Sul, da subfamília dos bambus, a maioria com caules ocos e segmentados em gomos, em cujas intersecções se prendem as folhas.

## Etimologia
"Taquara" é um vocábulo originário do termo tupi ta'kwara.

## Espécies
São relacionadas algumas espécies:
- Bambusa taquara - de colmos arbóreos com 4 a 6 centímetros de diâmetro que chegam a 7 metros de altura, que ocorre principalmente no Rio Grande do Sul, no Brasil;
- Bambusa vulgaris - utilizada nos programas de reflorestamento, principalmente na Região Nordeste do Brasil.
- Guadua refracta - de colmos de 6 a 9 centímetros de diâmetro que chegam a 9 metros de altura que ocorre principalmente em Goiás, Brasil.
- Nastus barbatus - (conhecido como Caratuva = (muitos espinhos)) de colmos sólidos, epinescente, que ocorre em São Paulo e Paraná, principalmente, ambos no Brasil.
- Guadua weberbaueri - Conhecido como taboca. Largamente espalhado pelo Brasil. Sempre foi usado pelos índios para fabricar instrumentos de sopro e pífanos. Até hoje, no interior brasileiro, fazem-se pífanos com esse bambu.
- Merostachys speciosa - conhecido como taquara-poca.
- Merostachys skvortzovii - conhecido como taquara-lixa.

## Usos
A taquara era conhecida e usada desde tempos pré-colombianos pelos povos nativos da América do Sul, que lhe davam as mais diversas utilidades, desde o uso de seus colmos ocos como pequenos recipientes, como canudos para diversas finalidades (inclusive na zarabatana), como vigas e travessas leves para a construção de suas habitações, como cercas ou paliçadas leves para a contenção de aves ou outros pequenos animais e principalmente, com suas lascas, para feitio de cestas das mais diversas formas e para as mais diversas utilidades, como alqueires e balaios.
É usada para a fabricação de pífanos — instrumento musical do Nordeste brasileiro de origem indígena e europeia, também conhecido como pife.